# Noordede
El Noordede és un curs d'aigua, riu o canal de desguàs no navegable a la província de Flandes Occidental (Bèlgica) entre el Blankenbergse Vaart i el moll sobreeixidor (Spuikom) del Canal Bruges-Oostende prop de la seva desembocadura al Mar del Nord. Té una longitud de 13 quilòmetres.

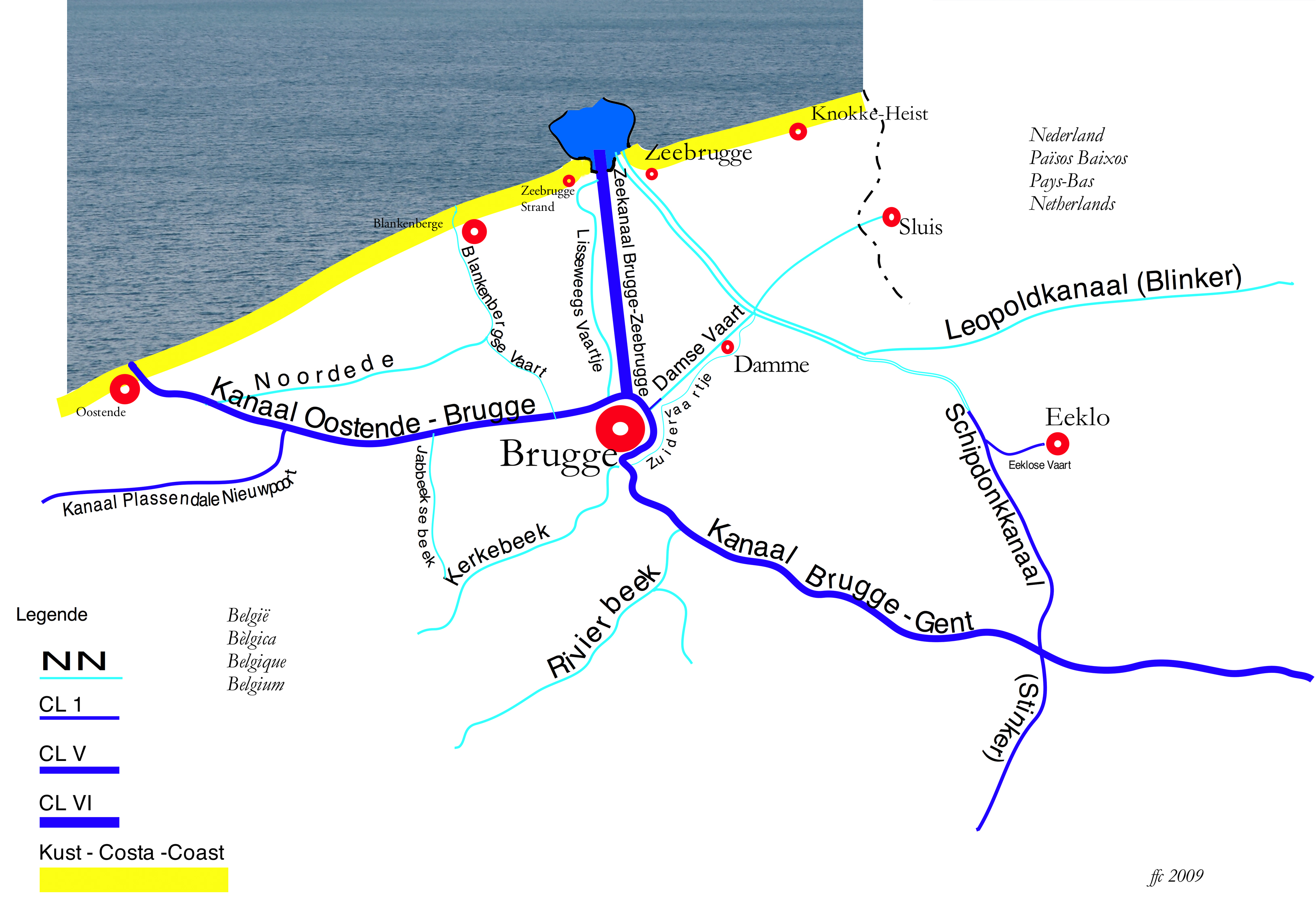
Ubicació del Noordede als pòlders de Bruges

Va excavar-se a l'inici del segle xvi i va eixamplar-se el 1624. Col·lecta les aigües dels weterings de l'Oudlandpòlder dels quals els principals són: el Maarleed, l'Oosternieuwwegezwin, el Nieuwzwin, el Westernieuwwegezwin i el Schamelwezezwin. El súfix -zwin, sinònim amb priel indica l'origen semi-natural d'aquests cursos d'aigua, que de fet són antics braços de mar que l'home va aprofitar per crear la xarxa de desguàs després de la regressió del mar.
El desnivell gairebé inexistent dels pòlders plans i inferiors al nivell del mar a plenamar explica que el riu desguassa a ambdues extremitats: al rec Blankenbergse Vaart i a la presa Maartensas a Oostende. A plenamar les aigües són gairebé estagnants i les preses a la desembocadura es tanquen. Només a baixamar té un cabal normal.
La fauna aquàtica és força rica en espècies. El 2003 s'hi van inventariar una dotzena de peixos diferents: entre altres tenques, gardins, madrlletes veres, perques de riu, Blicca bjoerkna, bremes, anguiles, Carassius gibelio, carpes, planes, punxosets i gobis. En l'actualitat s'estudien les mesures constructives necessaris per facilitar el pas dels peixos migratoris a la resclosa Maartensas a Oostende.

## Lloc d'interès
L'antic alberg i mas Strooienhaan al poble d'Houtave a la cruïlla del carrer de Bruges a Wenduine i el Noordede. Ja es troben imatges des del segle xvi d'un mas i d'un alberg a aquest indret. Durant la Segona Guerra Mundial soldats alemanys van ocupar el lloc i construir un búnquer. Malauradament, el 1951 l'antic alberg va ser derrocat i un cafè nou va obrir-se al mas. La major part de l'edifici actual data del segle xix.

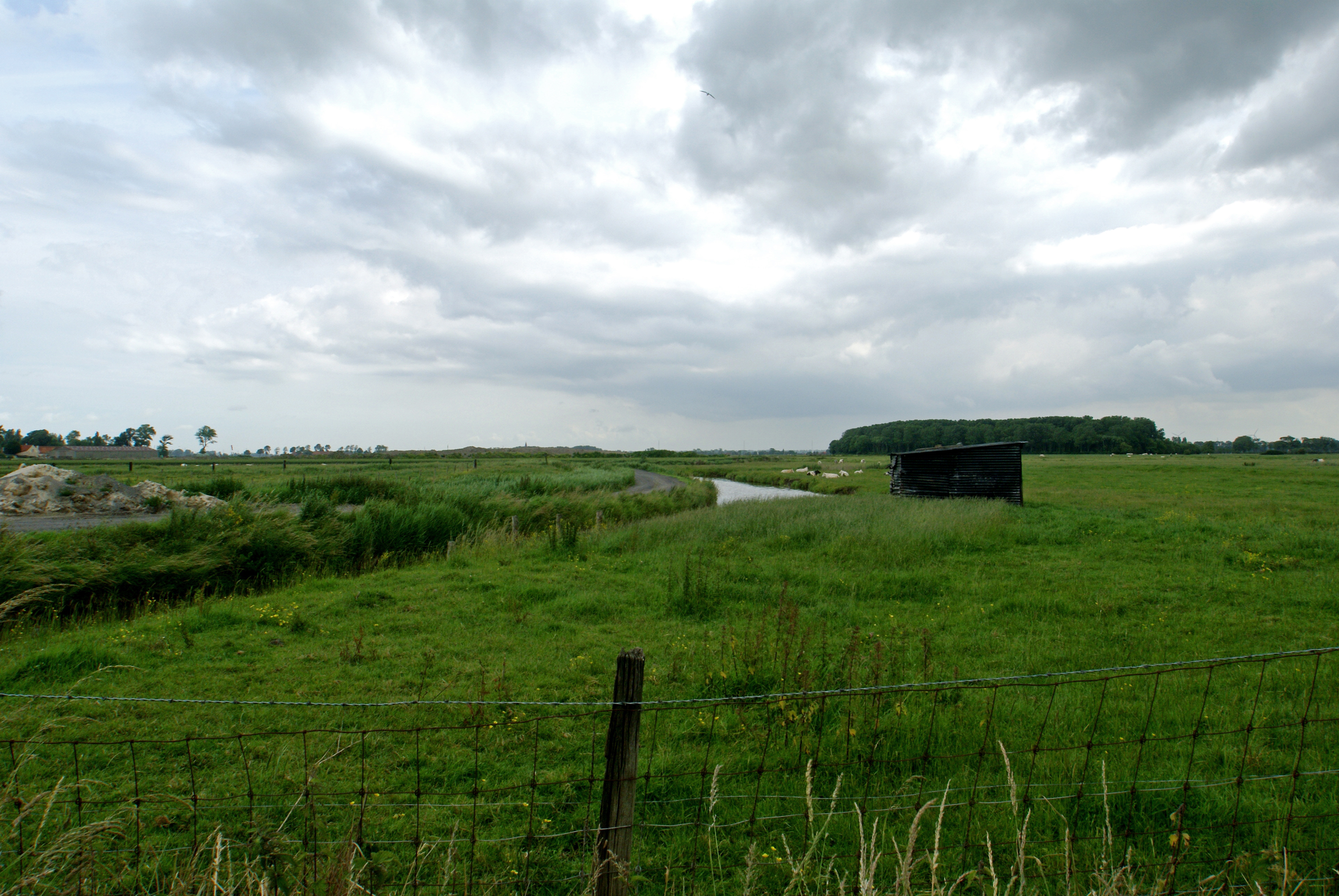
El canal al barri Strooienhaan a Houtave
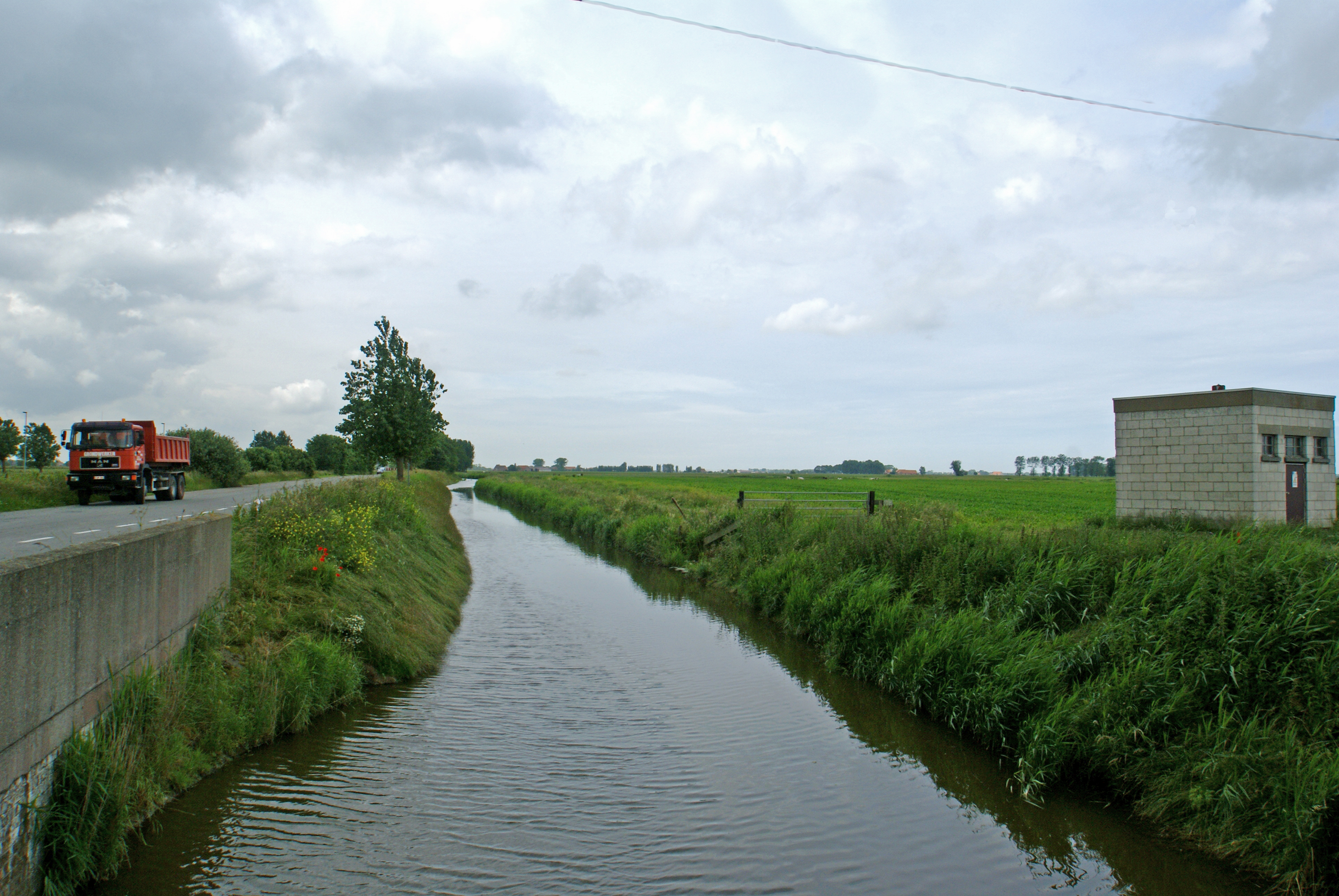
Ibidem
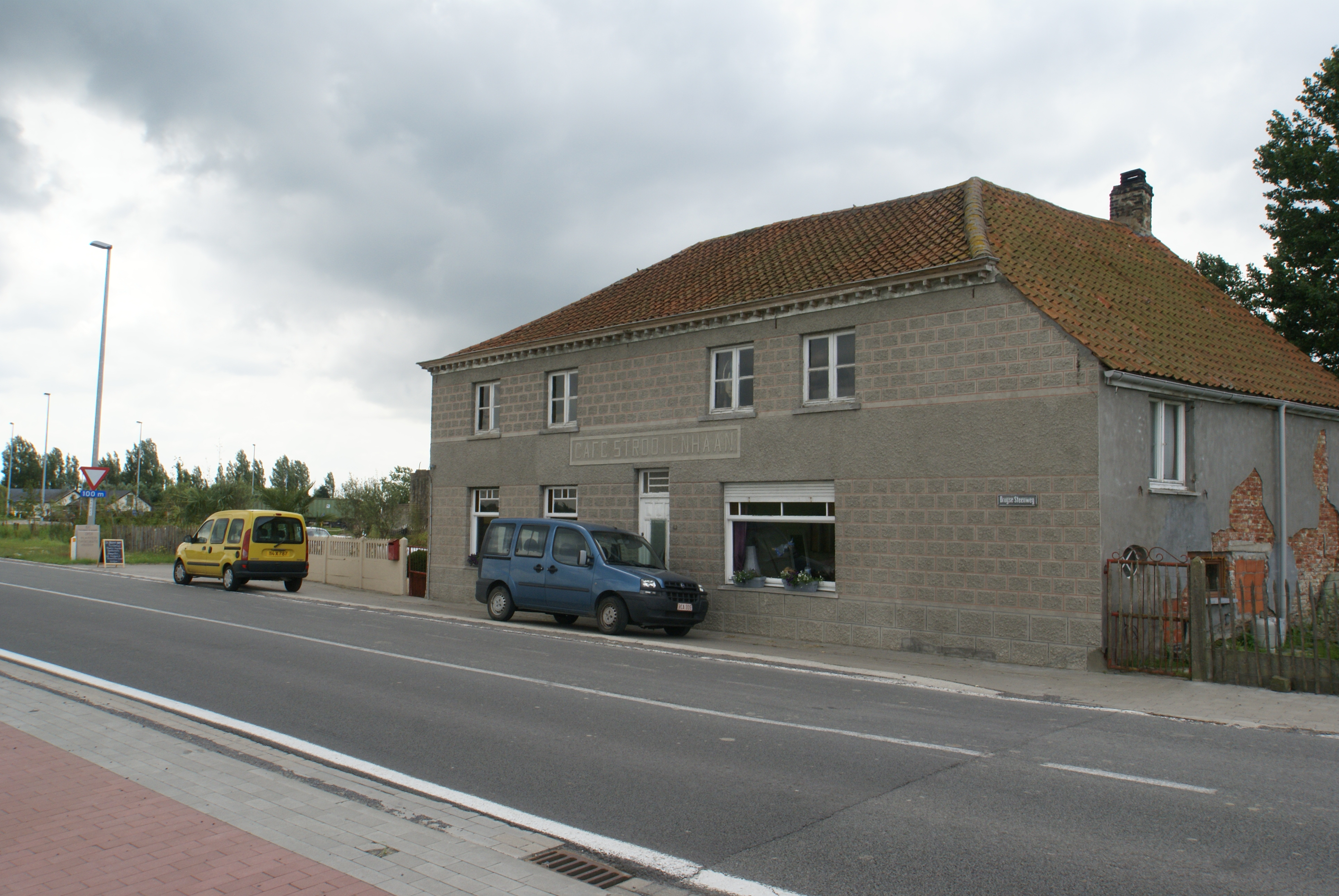
Mas i antic alberg Strooienhaan
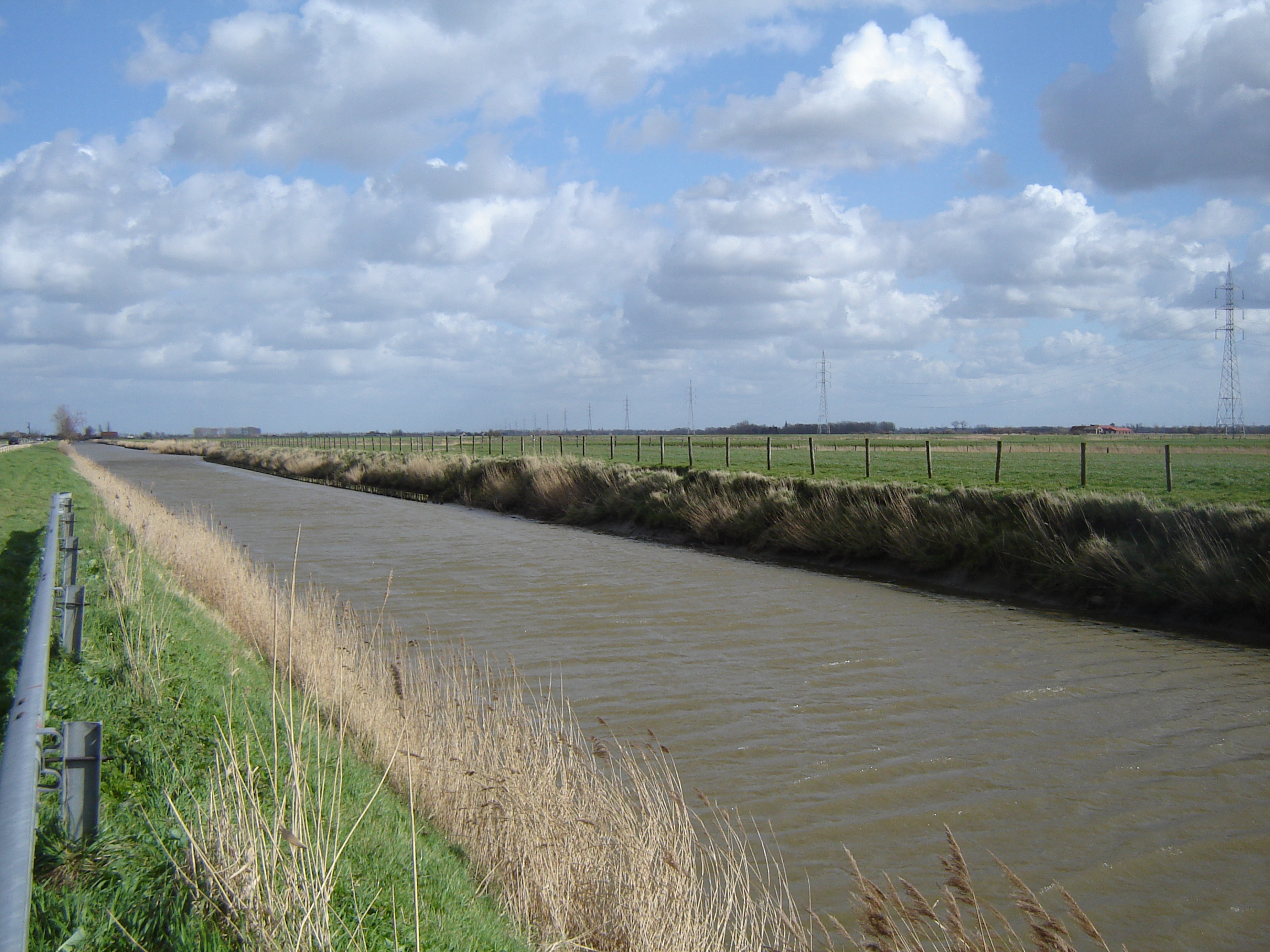
El riu/canal a Klemskerke